# Акимов, Александр Евгеньевич
Алекса́ндр Евге́ньевич Аки́мов (род. 11 января 1972, Владимир) — советский и российский футболист, защитник.

## Карьера
Воспитанник СДЮШОР по футболу города Владимир. Выступал за команды «Старт»/«Волга» (Ульяновск), «Лада-Симбирск» (Димитровград), «Балтика» (Калининград), «Торпедо» (Владимир). Всего в первенствах СССР и России провёл 489 игр, из которых 157 — в первом дивизионе и 332 — во втором дивизионе.
Завершил карьеру в родном «Торпедо». В 2005 году вместе с партнерами вышел в 1/16 финала Кубка страны. На этой стадии он провёл два матча против ЦСКА.
Вскоре вошёл в тренерский штаб «Торпедо», в котором помогал Евгению Дурневу. С 2011 по 2018 год входил в тренерский штаб команды (2011—2015, 2016—2018 — главный тренер). На сезон 2021/22 внесён в заявку как главный тренер владимирского «Торпедо» из-за отсутствия необходимой лицензии и возможности поступить на обучение у Сергея Дубровина.
С июля 2016 по февраль 2024 года — директор ФК «Торпедо» (Владимир). Член Совета Ассоциации «ПФЛ».